# Otto Ernst Remer

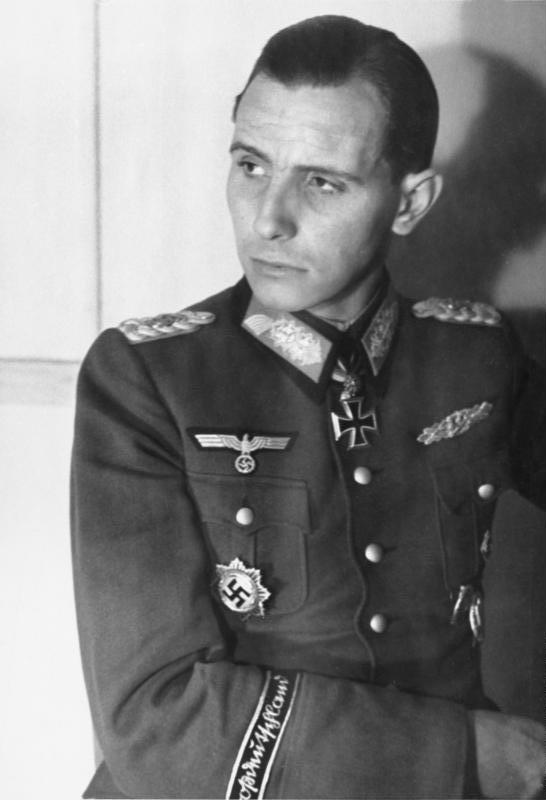
Otto Ernst Remer (Januar 1945)

Otto Ernst Fritz Adolf Remer (* 18. August 1912 in Neubrandenburg; † 4. Oktober 1997 in Marbella, Spanien) war ein deutscher Generalmajor der Wehrmacht  und nach dem Attentat auf Hitler am 20. Juli 1944, damals noch mit dem Dienstgrad Major, an der Niederschlagung des Umsturzversuchs beteiligt. Nach dem Zweiten Weltkrieg trat er als rechtsextremistischer Politiker und Publizist hervor und wurde mehrfach wegen politisch motivierter Äußerungsdelikte, darunter Holocaustleugnung, verurteilt.

## Familie
Otto Ernst Remer wuchs als ältester von sechs Söhnen einer kinderreichen protestantischen Familie in der mecklenburgischen Vorderstadt Neubrandenburg auf. Seine Eltern waren der Grundbuchführer und spätere Justizinspektor Otto (Ernst August Martin) Remer (* 12. November 1888 in Neubrandenburg) und dessen Ehefrau Elisabeth (Auguste Friederike), geb. Pilgrimm (* 17. Januar 1889). Familienmitglieder waren seit Generationen als selbständige Handwerker in Neubrandenburg ansässig. Zwei Brüder Remers fielen als Soldaten im Zweiten Weltkrieg.
Remer besuchte das örtliche humanistische Gymnasium und legte dort das Abitur ab. Schon früh träumte er von einer Offizierskarriere und wurde im Alter von 13 Jahren Mitglied im Jungsturm, einer Jugendabteilung der Frontsoldatenorganisation Stahlhelm. Generalfeldmarschall August von Mackensen, der Schirmherr des Jungsturms war, setzte sich nach eigenen Angaben Remers für dessen militärische Karriere bei der Reichswehr ein.
Remer war zweimal verheiratet und hatte aus erster Ehe zwei Söhne und eine Tochter.

## Militärische Laufbahn
Im April 1933 trat Remer als Fahnenjunker in das 4. (Preußisches) Infanterie-Regiment der Reichswehr in Kolberg ein. Am 1. September 1939 hatte er den Rang eines Oberleutnants erreicht und war beim Überfall auf Polen Chef einer Infanteriegeschützkompanie. Vor dem Beginn des Westfeldzuges übernahm er eine motorisierte Infanteriegeschützkompanie der 9. Panzer-Division. Mit dieser Einheit nahm Remer auch am Balkanfeldzug und dem Deutsch-Sowjetischen Krieg teil.
Im April 1942 wurde Remer unter Ernennung zum Hauptmann zur gerade neu aufgestellten Infanteriedivision (mot.) Division Großdeutschland versetzt als Kommandeur des IV. Bataillons Infanterie-Regiment GD 1. Er kommandierte 1943 das I. Bataillon auf Schützenpanzerwagen des Panzergrenadierregiments „Großdeutschland“. Nachdem er zwischenzeitlich zum Major ernannt worden war, wurde Remer im Mai 1943 für seinen Einsatz in der Schlacht um Charkow das Ritterkreuz des Eisernen Kreuzes verliehen. Im November des gleichen Jahres wurde ihm als 325. Soldat der Wehrmacht das Eichenlaub zum Ritterkreuz verliehen.
Remer wurde im Krieg insgesamt achtmal verwundet. Nach der Rekonvaleszenz von einer schweren Verwundung wurde er Anfang 1944 als Kommandeur zum Wachbataillon „Großdeutschland“ nach Berlin versetzt.

## Remers Rolle am 20. Juli 1944
Das Wachbataillon war vom Berliner Stadtkommandanten, Generalleutnant Paul von Hase, einem der Beteiligten am Umsturzversuch des 20. Juli 1944, dafür vorgesehen, während des Unternehmens Walküre das Regierungsviertel abzusperren und unter anderem Joseph Goebbels zu verhaften. Remer führte diesen Besetzungsbefehl zunächst aus. Will Berthold schreibt über die Gründe für dieses Verhalten: 

„Remer folgte Hitler als treuer Gefolgsmann, aber das militante Dogma ‚Befehl ist Befehl‘ war ihm so in Fleisch und Blut übergegangen, dass er sich – guten Glaubens – auf Order […] von Hases auch gegen den ‚Führer‘ hätte stellen können, wenn nicht abermals von einem […] Zufall in den Verlauf dieses Tages eingegriffen worden wäre.“

Einer der Offiziere des Wachbataillons, Leutnant Hans Wilhelm Hagen, im Zivilleben Mitarbeiter des Propagandaministeriums, bekam Zweifel, ob Hitler tatsächlich tot sei. Er schlug Remer vor, sich vor Goebbels’ Verhaftung bei diesem darüber zu erkundigen. Der Propagandaminister verband Remer telefonisch mit Adolf Hitler, welcher Remer telefonisch den Befehl erteilte, den Putsch niederzuschlagen:

„Hören Sie mich? Ich lebe also! Das Attentat ist mißlungen. Eine kleine Clique ehrgeiziger Offiziere wollte mich beseitigen. Aber jetzt haben wir die Saboteure an der Front. Wir werden mit dieser Pest kurzen Prozeß machen. Sie erhalten von mir den Auftrag, sofort Ruhe und Sicherheit in der Reichshauptstadt wieder herzustellen, wenn notwendig mit Gewalt. Sie werden mir persönlich unterstellt, bis der Reichsführer SS in der Reichshauptstadt eintrifft.“

Remer verhaftete daraufhin seinen Vorgesetzten Paul von Hase und trug damit zum Scheitern der Operation Walküre bei. Nach der Niederschlagung wurde er von der NS-Propaganda als Held gefeiert.
Die Rollen von Remer und Goebbels bei der Niederschlagung des Putsches werden oft überschätzt. Hitler hatte überlebt; zudem gelang es den Verschwörern nicht, den Rundfunk und die Telekommunikation völlig in ihre Hand zu bekommen. So konnte das OKW unter Generalfeldmarschall Wilhelm Keitel bereits ab 16:00 Uhr Gegenmaßnahmen einleiten. Ab 17:42 Uhr wurde wiederholt im Rundfunk die Nachricht vom Überleben Hitlers gesendet. Das Telefonat Remers mit Hitler fand erst zwischen 18:35 und 19:00 Uhr statt. Zudem erschienen die ersten Soldaten des Wachbataillons erst um Mitternacht im Bendlerblock, nachdem dort bereits regimetreue Offiziere die wichtigsten Personen des Umsturzversuchs festgenommen hatten. Remer selbst folgte später nach.
In der nachfolgenden Propaganda wurde Remer gegenüber den anderen Beteiligten an der Niederschlagung des Putsches jedoch hervorgehoben. So sendete der Großdeutsche Rundfunk am 28. Juli 1944 ein Interview mit Remer und zitierte Goebbels mit den Worten: „Major Remer hat sich bei der blitzschnellen Niederschlagung der staatsfeindlichen Tätigkeit der eid- und treuvergessenen Offiziers-Clique ein großes Verdienst erworben.“ In einem Dossier der Bundeswehr spricht der Militärhistoriker Winfried Heinemann deshalb vom „Mythos Major Remer“, der sich lange gehalten habe. Remer erhielt am 20. September 1944 eine rückwirkende Beförderung zum Oberst mit Wirkung zum 1. Juli 1944; seine Heimatstadt Neubrandenburg verlieh ihm die Ehrenbürgerwürde. Ein Zeitzeugenbericht führt die weitgehende Niederbrennung der Neubrandenburger Innenstadt durch die Rote Armee kurz nach Kriegsende auf die Gleichsetzung „Neubrandenburg - Remerstadt“ zurück. Dagegen spricht jedoch die Tatsache, dass auch zahlreiche andere Städte der Region ebenso nach dem Einmarsch der sowjetischen Truppen niedergebrannt wurden.

## Militärische Verwendung bis zum Kriegsende
Ab September 1944 wurde Remer als Kampfkommandant der Wolfsschanze in Ostpreußen eingesetzt. Im November 1944 übernahm er als Kommandeur die nach dem Aufstand vom 20. Juli 1944 neu aufgestellte Führer-Begleit-Brigade (später zur Division erweitert), die er in der Ardennenoffensive führte. Ende Januar 1945 erhielt er im Alter von 32 Jahren seine Ernennung zum Generalmajor. Remer war damit einer der jüngsten Generäle der Wehrmacht. Am 8. März 1945 war die Führer-Begleit-Division an der Rückeroberung Laubans beteiligt, der letzten erfolgreichen und von Joseph Goebbels propagandistisch groß ausgeschlachteten Operation der Wehrmacht im Zweiten Weltkrieg. Im April wurde Remers Einheit von der sowjetischen Roten Armee im Raum Spremberg zerschlagen. Er selbst entkam, als Zivilist verkleidet, dem sowjetischen Einschließungsring. Amerikanische Truppen nahmen ihn im Raum Teplitz/Brüx gefangen.

## Nachkriegszeit und Remer-Prozess
Nach Kriegsende und seiner Gefangennahme wurde Remer von den US-Amerikanern an die Briten übergeben, die ihn bis 1947 internierten. Anschließend nahm er seinen Wohnsitz in Varel und erlernte das Maurerhandwerk. Beim Entnazifizierungsverfahren stufte man ihn als Mitläufer in die Gruppe V (als von einer Schuld nicht betroffen) ein.
Remer trat im Folgenden als rechtsextremer Publizist hervor und schloss sich der Gemeinschaft unabhängiger Deutscher unter Fritz Dorls an. Nachdem dieser 1949 der Deutschen Rechtspartei beigetreten, nach kurzer Zeit aber wieder ausgeschlossen worden war, war Remer Mitbegründer und später 2. Vorsitzender der Sozialistischen Reichspartei (SRP). Weil er die Beteiligten des Attentats auf Hitler bei einer Parteiveranstaltung im Mai 1951 als „Landesverräter“ bezeichnet hatte, wurde er 1952 wegen übler Nachrede und Verunglimpfung des Andenkens Verstorbener vom Landgericht Braunschweig zu einer dreimonatigen Gefängnisstrafe verurteilt (Remer-Prozess). Remer entzog sich der Strafe und flüchtete ins Ausland.
Ein Antrag der Bundesregierung, ihm gemäß Art. 18 GG die Grundrechte der Meinungs-, Versammlungs- und Vereinigungsfreiheit sowie das aktive und passive Wahlrecht zu entziehen (Grundrechtsverwirkung), wurde vom Bundesverfassungsgericht am 25. Juli 1960 abgewiesen, da schon länger keine Erkenntnisse über weitere staatsfeindliche Bestrebungen Remers vorgelegen hätten und weil die Bundesregierung auf dessen jüngste Verteidigungsschriften nicht mehr reagiert habe. Die SRP war bereits im Oktober 1952 als verfassungswidrig eingestuft und verboten worden.

## Weitere Aktivitäten
Nach seiner Flucht war Remer mehrere Jahre lang als Militärberater des ägyptischen Präsidenten Gamal Abdel Nasser sowie in Syrien tätig.
Auf zahlreichen Veranstaltungen des Rechtsextremisten Thies Christophersen trat Remer als Hauptredner auf. Nachdem er sich 1983 mit dem von ihm im Jahr zuvor mitbegründeten neofaschistischen Freundeskreis Ulrich von Hutten zerstritten hatte, gründete er 1983 Die Deutsche Freiheitsbewegung e. V. (DDF), mit ihrer Jugendorganisation Bismarck-Jugend, eine neonazistische Gruppierung, deren Vorsitzender er bis 1989 blieb und die er 1991 wieder verließ. Er veröffentlichte zahlreiche Artikel in deren Organ Huttenbriefe.
Remer war Teil einer Gruppe von Personen, welche am 21. April 1990 im Münchener Löwenbräukeller eine Holocaustleugner-Großveranstaltung mit 800 Zuhörern organisierte. Anwesend und Redner war dort der Holocaustleugner David Irving. Organisator dieser Veranstaltung war der Neonazi Bela Ewald Althans.
1991 brachte er seine Remer-Depesche, ein geschichtsrevisionistisches Blatt, heraus. Das Landgericht Schweinfurt verurteilte ihn aufgrund von Beiträgen in diesen Veröffentlichungen wegen Volksverhetzung und Aufstachelung zum Rassenhass zu einer Freiheitsstrafe von 22 Monaten. Er entzog sich dieser Strafe 1994 durch Flucht nach Spanien und stellte das Erscheinen der Publikation ein. Da die spanischen Gesetze damals keine entsprechenden Strafbestimmungen wegen Holocaustleugnung kannten, wurde ein von den deutschen Behörden gestellter Auslieferungsantrag 1996 abgelehnt. Er war gerngesehener Gast und Redner bei neonazistischen Gruppierungen wie der Freiheitlichen Deutschen Arbeiterpartei (FAP) sowie Fördermitglied in der Solinger Kampfsportschule „Hak Pao“, in welcher die Täter des Mordanschlages von Solingen trainierten. In Spanien arbeitete er mit der Neonazi-Gruppe „CEDADE“ zusammen, die ihm auch bei der Verbreitung seiner Propaganda half.
Er starb 1997 im Alter von 85 Jahren in Marbella eines natürlichen Todes.

## Prozesse
Remer wurde in mehreren Gerichtsverfahren verurteilt, so zum Beispiel:
- 1951 wegen übler Nachrede gegen Personen des öffentlichen Lebens (Bundeskanzler und -minister) durch das Landgericht Verden zu einer viermonatigen Haftstrafe, die er verbüßte.
- 1952 wegen übler Nachrede und Verunglimpfung des Andenkens Verstorbener durch das Landgericht Braunschweig (Remer-Prozess) zu drei Monaten Freiheitsentzug, dem er sich durch Flucht ins Ausland entzog.
- 1985 wegen übler Nachrede und Verunglimpfung des Andenkens Verstorbener durch das Amtsgericht Kaufbeuren zu 50 Tagessätzen. Er hatte ein Flugblatt mit Schmähungen gegen Widerstandskämpfer des 20. Juli verteilt.
- 1986 wegen übler Nachrede und Verunglimpfung des Andenkens Verstorbener durch das Landgericht Kempten zu drei Monaten zur Bewährung. Er hatte Videokassetten des französischen Holocaustleugners und Neonazis[28] Robert Faurisson vertrieben.
- 1992 wegen Volksverhetzung und Aufstachelung zum Rassenhass durch das Landgericht Schweinfurt, in der Folge
  - 1993 wurde die Revision dagegen vom Bundesgerichtshof abgewiesen
  - 1994 Flucht vor der 22-monatigen Haftstrafe nach Spanien

## Veröffentlichungen
Anneliese Remer-Heipke, Remers Ehefrau, führte zunächst von Bad Kissingen und später von Spanien aus den Verlag Remer-Heipke, der neben Remers Schriften unter anderem auch Florentine Rost van Tonningen und J. G. Burg verlegte.
- 20. Juli 1944. Verlag Hans Siep, Hamburg-Neuhaus/Oste 1951.
- 20. Juli 1944. 5. Auflage. Verlag Deutsche Opposition, Hamburg-Neuhausen 1951.
- Verschwörung und Verrat um Hitler. Urteil des Frontsoldaten. 5. Auflage, Remer-Heipke, Bad Kissingen 1993, ISBN 3-87725-102-1.
- Kriegshetze gegen Deutschland: Lüge und Wahrheit über die Ursachen beider Kriege. Remer-Heipke, Bad Kissingen 1989.

## Trivia
- In dem 2008 erschienenen Spielfilm Operation Walküre – Das Stauffenberg-Attentat, in dem die Vorgänge des 20. Juli nacherzählt werden, wird Otto Ernst Remer von Thomas Kretschmann verkörpert.[30]